# Le Pays (Pruntrut)
Le Pays war eine französischsprachige Schweizer Tageszeitung.

## Geschichte
Die Zeitung mit dem Untertitel Organe des catholiques du Jura wurde 1873 in Pruntrut im Kanton Jura vom Rechtsanwalt Ernest Daucourt gegründet. Ab 1923 erschien Le Pays täglich. Im selben Jahr wurden Zeitung und Druckerei von der Genossenschaft La Bonne Presse du Jura übernommen, aus der 1983 die Le Pays AG wurde. Nachdem der Pays unter der Ägide von Henri Schaller und Jean Gressot lange als Sprachrohr der katholischen Kirche und der katholisch-konservativen Partei gedient hatte, wandelte sich die Zeitung unter Jean Wilhelm ab den 1960er Jahren zum christdemokratischen Meinungsblatt, das in der Jurafrage offen den separatistischen Standpunkt vertrat. Ab 1978 legte Pierre-André Chapatte als neuer Leiter das Schwergewicht auf die Informationsvermittlung.
Das Blatt, das hauptsächlich im Kanton Jura gelesen wurde, verzeichnete 1971 eine Auflage von 9'000 Exemplaren, 1990 waren es 12'300. Im Jahr 1993 fusionierte Le Pays mit dem Delsberger Le Démocrate und hiess fortan Le Quotidien jurassien. Die Druckerei Le Pays AG setzte ihre bisherigen Aktivitäten, insbesondere die Publikation des seit 1883 erscheinenden Almanach catholique du Jura (seit 2003 Almanach du Jura), fort.